# جوزيف راسيل جونز
جوزيف راسيل جونز (بالإنجليزية: Joseph Russell Jones)‏ هو دبلوماسي وسياسي أمريكي، ولد في 17 فبراير 1823، وتوفي في 11 أبريل 1909. انتخب عضو مجلس نواب إلينوي.